# Clyde Tombaugh

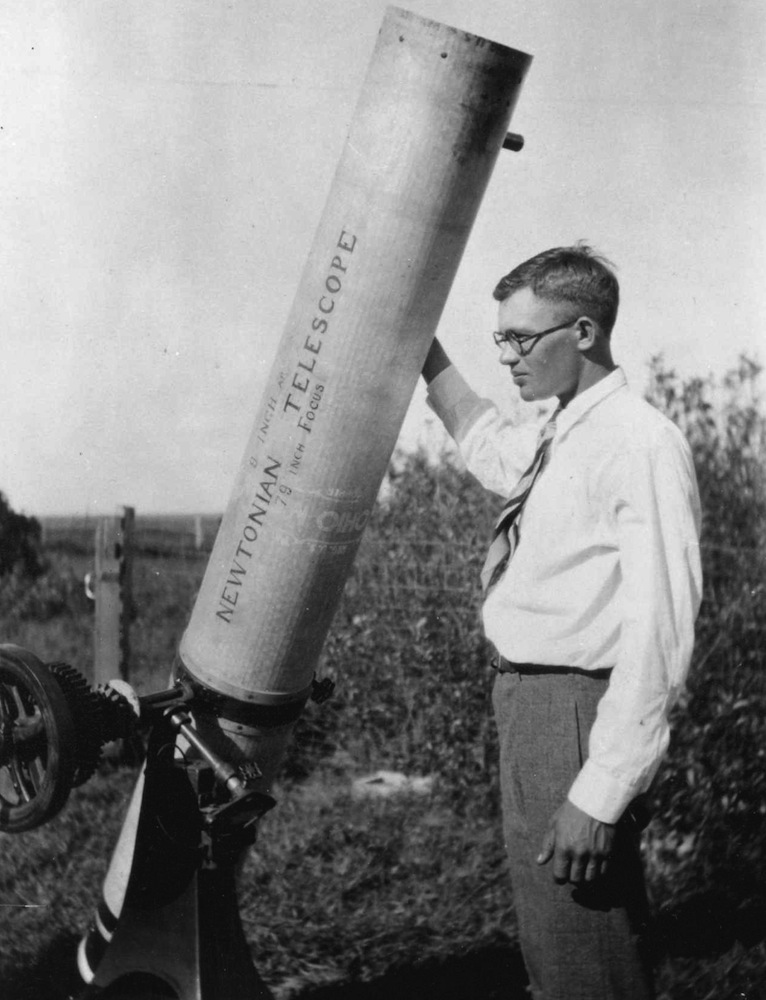
Clyde Tombaugh

Clyde William Tombaugh (n. 4 februarie 1906, lângă  Streator, Illinois - d. 17 ianuarie 1997, Las Cruces, New Mexico) a fost un astronom american. Deși el este cel mai bine cunoscut pentru descoperirea planetei Pluto în 1930, primul obiect pe care l-a descoperit a fost identificat mai târziu ca centura Kuiper. Tombaugh a descoperit, de asemenea, aproape 800 de asteroizi în timpul căutărilor sale după planeta Pluto; de asemenea el a cerut să fie realizată o cercetare științifică serioasă privind obiectele zburătoare neidentificate.

## OZN
Tombaugh a fost, probabil, cel mai eminent astronom care a declarat că a văzut obiecte zburătoare neidentificate și care a susținut ipoteza extraterestră a acestora. La 20 august 1949, Tombaugh a văzut mai multe obiecte neidentificate lângă Las Cruces, New Mexico. El le-a descris ca fiind de la șase până la opt lumini dreptunghiulare, declarând că: "Mă îndoiesc că fenomenul a fost o reflecție terestră, pentru că ... nimic de acest fel nu a apărut mai înainte sau după ... Am fost atât de nepregătit pentru o astfel de priveliște ciudată încât am fost cu adevărat pietrificat de uimire. "